# Mr. Fix-It (1918)
Mr. Fix-It é um filme de comédia mudo norte-americano de 1918, do gênero comédia, escrito e dirigido por Allan Dwan.
É preservado nos arquivos de filme na George Eastman House.